# Gaston Marot
Pour les articles homonymes, voir Marot.
Antoine Adolphe Marot, connu sous le nom de Gaston Marot, né à Rochefort le 14 août 1837 et mort à Marseille le 1er décembre 1916, est un auteur dramatique et chansonnier français. 

## Biographie
Fils d’un marchand de vin, Marot étudie à Rochefort puis entre en février 1855 au commissariat de la Marine comme écrivain-auxiliaire attaché aux armements. Titularisé l'année suivante, il officie à l'Hôpital de la Marine puis revient à Rochefort en 1858 où il est détaché aux approvisionnements. Il démissionne en 1859 et devient clerc d'avoué à Paris, mais dès 1861 s'investit dans le vaudeville en présentant au Théâtre  Beaumarchais,  Les  Amours  de  M. Peutimporte. Entre 1861 et 1909, il va ainsi produire plus d'une centaine de pièces et obtient un fort succès populaire. 
En 1875, il est nommé directeur, avec Pourain, du théâtre de Cluny. En 1888, il écrit avec Edmond Rostand, alors jeune auteur inconnu le vaudeville Le Gant rouge qui s'avère un échec total. 
Marot continue ensuite de produire de nombreuses pièces jugées inconsistantes, absurdes, légères ou de circonstances. Très fécond, on lui doit plus d’une centaine de pièces rédigées seul ou en collaboration notamment avec Louis Péricaud, Paul Siraudin, Jules Dornay, Léon Jonathan, Lucien Delormel, François Oswald, Alfred Poullion, Julien Deschamps, Henri Noellet, etc. et termine sa carrière en 1909 avec Les  Aventures  de  Gavroche. Il tombe ensuite dans l'oubli.
Ses pièces ont été représentées sur les plus grandes scènes parisiennes du XIXe siècle : théâtre du Château-d'eau, théâtre du Châtelet, théâtre de l'Ambigu etc. Il était Officier d’Académie.
Gaston Marot réside à Joinville-le-Pont (Seine, act. Val-de-Marne) de 1886 à 1895 puis à Montmorency (Seine-et-Oise, act. Val-d'Oise) à partir de 1897.

## Œuvres
- Les Amours de M. Peutimporte, vaudeville en 1 acte, Paris, Beaumarchais, 30 juin 1861
- Au feu !, folie carnavalesque en 1 acte, 1865
- Roland, dit Cœur-de-veau, parodie en 1 acte et 4 tableaux, avec Julien Deschamps, 1865
- La Journée aux échéances, vaudeville en 1 acte, avec Léon Taratte[8], Paris, Théâtre de la Bastille, 20 mai 1865
- Le Mangeur de fer... à cheval ! ! !, parodie en 2 actes, avec Julien Deschamps, Paris, Nouveautés, 6 juin 1866
- Le Retour du zouave, à propos patriotique en 1 acte, 1866
- La Charité, pièce de vers, avec Julien Deschamps, 1866
- Pan ! dans l’œil ! dîner de fin d'année, revue en 5 actes et 8 tableaux, avec Jules Dornay, musique de Jules Javelot, Paris, Prince-Eugène, 23 décembre 1867
- Le Trombone guérisseur, à-propos vaudeville en 1 acte, avec Henry Buguet, Paris, Théâtre Lafayette, 14 septembre 1867
- Le Capitaine Mistigris, comédie-vaudeville en 3 actes, avec Jules Dornay, Paris, Nouveautés, 24 mars 1868
- Avant et après !, chansonnette, musique d'André Simiot, 1869
- V'la l'général, folie-vaudeville en 1 acte, avec Paul Siraudin, 1870
- Le Camelot ! Type populaire..., avec Michel Colbeaux, musique de Georges-Louis Rose, 1870
- La Journée de Châteaudun, poésie de M. Gaston Marot, dite, pour la première fois, à Paris, sur le théâtre du Château-d'eau, le 27 novembre 1870, par Henri Roze, 1870
- Un télégramme, opérette en 1 acte, avec Henry Buguet, musique de Victor Robillard, 1870
- La Queue du chat, féerie en 24 tableaux, avec Clairville, musique de Charles Diache[9], Paris, théâtre du Château-d'Eau, 4 septembre 1871
- Dans l'temps !, chansonnette, musique de Victor Robillard, 1871
- Y a trop d'monde !, chansonnette, musique de Victor Robillard, 1871
- Charlotte et Nicaise, comédie-vaudeville en 1 acte, Paris, Château-d'eau, 21 novembre 1873
- Le Poisson volant, féerie en 3 actes et 12 tableaux, Paris, Déjazet, 2 septembre 1873
- Aristophane à Paris, revue fantaisiste en 3 actes et 14 tableaux, avec Clairville, 1873
- Les Brigands par amour, comédie-vaudeville en 1 acte, Paris, Déjazet, 2 octobre 1873
- La Patte à Coco, féerie en 5 actes et 20 tableaux, avec Clairville, musique de Charles Diache, Paris, théâtre du Château-d'eau, 3 septembre 1873
- Les Trois Princesses, vaudeville-féerie en 3 actes et 8 tableaux, Paris, Déjazet, 10 avril 1873
- Le Pont-Marie, drame en 5 actes et 7 tableaux, dont un prologue, Bruxelles, Alhambra national, 16 février 1874 et Paris, Château-d'eau, 28 septembre 1877
- La Tache de sang !, opérette en 1 acte, musique de Francis Chassaigne[10], Paris, Eldorado, 12 janvier 1878
- Une tête de turc, opérette en 1 acte, avec Léon Jonathan, 1878
- Les Drapeaux !, chant patriotique, musique d'Henri Rénier, 1878
- La Visite des trépassés !, chanson patriotique, musique de Charles Malo, 1878
- Le Docteur Jackson, drame en 5 actes et 7 tableaux, dont 1 prologue, avec Lucien Delormel, Paris, Château-d'eau, 20 novembre 1878
- C'était en mai, je m'en souviens !, chansonnette, musique de Gustave Michiels, 1879
- L'Enfant sera comme son père !, chanson, musique d'Henri Rénier, 1879
- La Tache de sang, bouffonnerie en 1 acte, 1880
- Les Boussigneul, vaudeville en 3 actes, avec Édouard Philippe[11], Alfred Poullion[12], musique d'Édouard Okolowicz, Paris, Théâtre des arts, 7 février 1880
- Criminel malgré lui, comédie-vaudeville en 1 acte, avec Édouard Philippe, Lyon, Variétés, 4 janvier 1881 et Paris, Fantaisies-parisiennes, 5 mai 1881
- N'y a d'la Chance que pour ceux-la !, chansonnette, paroles de Gaston Marot et Léon Jonathan, musique de Charles Pourny, 1881
- Casse-Museau, drame en 5 actes et 7 tableaux, avec Édouard Philippe, Louis Péricaud et Léon Marx, Paris, Château-d'Eau, 13 décembre 1881
- La Fille-mère, drame en cinq actes et six tableaux, 1882
- Kléber, drame en 5 actes et 8 tableaux, avec Édouard Philippe, Paris, Château-d'eau, 14 décembre 1882
- La Cour d'amour, opéra comique en 3 actes, avec Léon Jonathan, 1883
- On demande un quatorzième !, vaudeville en 1 acte, avec Édouard Philippe, Paris, Renaissance, 7 novembre 1883
- Clairon, opéra-comique, paroles de Gaston Marot, Élie Frébault et Edouard Philippe, musique de Georges Jacobi, théâtre de la Renaissance, 7 novembre
- Un mariage à la course, comédie bouffe en 3 actes, Bruxelles, Bouffes, 1er février 1884
- Un nuage dans un ciel bleu, comédie-vaudeville en 1 acte, Paris, Ambigu, 1884
- Les Français au Tonkin, pièce militaire en 5 actes et 10 tableaux, dont 1 prologue, avec Louis Péricaud et Henri Noellet, Paris, Château-d'eau, 9 février 1885
- Aux filles de Gambrinus, vaudeville en 3 actes, 1886
- La Casquette au père Bugeaud, drame militaire en 5 actes et 9 tableaux, avec Louis Clairian[13], Paris, Château-d'eau, 24 janvier 1886
- Augereau, ou Les volontaires de la République, pièce militaire en 5 actes et 10 tableaux, 1887
- La Bande jaune, vaudeville en 3 actes, avec François Oswald[14], Paris, Cluny, 9 mars 1889
- Jack l'éventreur, drame en 5 actes et 7 tableaux, avec Louis Péricaud, Paris, Château-d'Eau, 30 août 1889
- La Perche, comédie-vaudeville en 3 actes, avec Henri Chivot, Alfred Duru et Jules Prével, 1889
- La Petite Mionne, drame en 5 actes et 10 tableaux,tiré du roman d'Émile Richebourg, Paris, Théâtre-historique, 24 novembre 1890
- La Mère la Victoire, drame en 5 actes et 7 tableaux, Paris, Château-d'Eau, 10 mars 1893
- Le Prix du sang, drame en 6 actes dont 1 prologue, Paris, Théâtre de la République, 15 janvier 1894
- Le Train no 6, drame en 5 actes et 8 tableaux, Paris, Ambigu-comique, 25 juin 1895
- Les Aventures de Thomas Plumepatte, drame en 5 actes, Théâtre de la République, 6 novembre 1895
- Les Héritiers Guichard, comédie en 3 actes, Paris, Variétés, 23 juin 1897
- La Goualeuse, drame en 5 actes et 7 tableaux, avec Alévy[15], 1898
- La Fille du sergot, drame en 5 actes et 8 tableaux, Paris, Château-d'eau, 9 février 1900
- Le Drame de la rue Murillo, drame en 5 actes, avec Alévy, théâtre de l'Ambigu, 1902
- Les Grandes Manœuvres... d'amour, pièce en 3 actes, Paris, Cluny, 7 mai 1903
- Le Rabiot, pièce en 6 actes, Paris, Cluny, 7 juillet 1904
- Madame X..., vaudeville en 3 actes, avec Ernest Depré[16], 1904
- Casse-museau, drame en 5 actes et 7 tableaux, 1906
- Le Tour du monde à pied, pièce en 5 actes et 10 tableaux, Bruxelles, Alhambra, 8 septembre 1903
- Les Aventures de Gavroche, pièce en 4 actes, avec Victor Darlay, Châtelet, 27 janvier 1909